# Christopher McGowan
Christopher McGowan (Beckenham, 30 marzo 1942) è un paleontologo britannico.
Collaboratore di lungo corso del Royal Ontario Museum di Toronto e membro della Society for Experimental Biology, della Society of Vertebrate Paleontology e della Paleontological Society, le sue ricerche si sono concentrate sulla paleontologia dei vertebrati e sulla paleobiologia del Mesozoico, in particolare sugli ittiosauri.
Sposato dal 4 settembre 1965 con Liz Gregory, ha due figlie: Claire Louise e Angela Kaye.

## Biografia
Figlio di un fornaio, Wilfred Clarence McGowan, e di una casalinga, Gwendoline Daisy Morphew, nel 1965 conseguì il Bachelor of Science presso il Polytechnic College di Londra, mentre nel 1969 conseguì il dottorato di ricerca in Zoologia presso il Birkbeck College dell'Università di Londra.
Dal 1969 al 1970 ha ricoperto il ruolo di assistente curatoriale presso il Dipartimento di Paleontologia dei Vertebrati del Royal Ontario Museum di Toronto, per poi divenire dal 1970 al 1974 curatore associato, dal 1974 al 1980 curatore aggiunto e dal 1980 al 1994 curatore. Dal 1994 fino al suo pensionamento nel 2002 ha lavorato come curatore senior presso il Dipartimento di Paleobiologia del Royal Ontario Museum. Dal 1972 al 1989 è stato professore associato e dal 1990 al 2002 professore presso il Dipartimento di Zoologia dell'Università di Toronto.
In qualità di ricercatore e curatore senior del Dipartimento di Paleobiologia del Royal Ontario Museum, McGowan è un rinomato esperto di biologia dei vertebrati del Mesozoico, mettendo a confronto animali viventi ed estinti e presentando una gamma di argomenti che spaziano dalle dimensioni all'intelletto degli animali. Si concentra inoltre anche sulla scienza e sulla tecnologia per spiegare curiosità come le somiglianze tra animali estinti e macchine moderne.

## Opere
- (EN) Evolutionary Trends in Longipinnate Ichthyosaurs, with Particular Reference to the Skull and Fore Fin, Toronto, Royal Ontario Museum, 1972.
- (EN) Differential Growth in Three Ichthyosaurs: Ichthyosaurus Communis, I. Breviceps, and Stenopterygius Quadriscissus, Toronto, Royal Ontario Museum, 1973.
- (EN) The Cranial Morphology of the Lower Liassic Latipinnate Ichthyosaurs of England, Londra, British Museum, 1973.
- (EN) A Revision of the Latipinnate Ichthyosaurs of the Lower Jurassic of England, Toronto, Royal Ontario Museum, 1974.
- (EN) In the Beginning: A Scientist Shows Why the Creationists Are Wrong, Buffalo, Prometheus, 1983.
- (EN) The Successful Dragons: A Natural History of Extinct Reptiles, Toronto, Samuel Stevens, 1983.
- (EN) Dinosaurs, Spitfires, and Sea Dragons, Cambridge, Harvard University Press, 1991.
  -  Christopher McGowan, Dinosauri e draghi sputafuoco. Le «Lucertole terribili» dalle favole alla scienza, traduzione di Cesare Salmaggi, Sperling & Kupfer, 1993, ISBN 8820016451.
- (EN) Discover Dinosaurs: Become a Dinosaur Detective, illustriert von Tina Holdcroft, Reading, Addison-Wesley, 1992.
- (EN) Diatoms to Dinosaurs: The Size and Scale of Living Things, illustriert von Julian Mulock, Washington, Island Press for Shearwater Books, 1994.
- (EN) Make Your Own Dinosaur out of Chicken Bones: Foolproof Instructions for Budding Paleontologists, illustrazioni di Julian Mulock, New York, HarperPerennial, 1997.
- (EN) The Raptor and the Lamb: Predators and Prey in the Living World, New York, Henry Holt, 1997.
  -  Christopher McGowan, Predatori e prede: Le strategie della natura per combattere la battaglia della sopravvivenza, traduzione di Isabella C. Blum, collana La Lente di Galileo, Longanesi & C., 1999, ISBN 88-7818-967-7.
- (EN) A Practical Guide to Vertebrate Mechanics, illustrazioni di Julian Mulock, New York, Cambridge University Press, 1999.
- (EN) illustratore von Julian Mulock, T. Rex to Go: Build Your Own from Chicken Bones, New York, HarperPerennial, 1999.
- (EN) Dinosaur: Digging up a Giant, North Winds Press, 1999.
- (EN) The Dragon Seekers: How an Extraordinary Circle of Fossilists Discovered the Dinosaurs and Paved the Way for Darwin, Cambridge, Perseus Publications, 2001.
- (EN) Ichthyopterygia, Monaco di Baviera, F. Pfeil, 2003.
- (EN) Rail, Steam, and Speed: The "Rocket" and the Birth of Steam Locomotion, New York, Columbia University Press, 2004.
- (EN) Dinosaur Discovery: Everything You Need to be a Paleontologist, New York, Simon & Schuster Books for Young Readers, 2011.